# Amila Glamočak
Amila Glamočak es una popular cantante bosnia. Amila participó en el Festival de la Canción de Eurovisión 1996 representando a Bosnia y Herzegovina con la canción Za Nasu Ljubav. Amila pasó la ronda preclasificatoria que hubo aquel año para después conseguir un 22º puesto en el Festival con sólo 13 puntos, lo que la llevó a ser la peor representación de su país en el Festival de Eurovisión Amila volvió a intentar representar a su país en Eurovisión en 2001 y 2003.
También trabajó con la cantante Pamela Ramljak del grupo Feminnem, y es que Pamela le hacía los coros a Amila